# Huỳnh Quang Thanh
Huỳnh Quang Thanh (* 10. Oktober 1984 in Ho-Chi-Minh-Stadt) ist ein vietnamesischer ehemaliger Fußballspieler.

## Karriere

### Vereinskarriere
Huỳnh Quang Thanh stand von 2005 bis 2013 in der V-League bei Becamex Bình Dương unter Vertrag, zuvor spielte der Verteidiger beim unterklassigen Klub Ngân hàng Đông Á. 2007 und 2008 wurde er mit Bình Dương vietnamesischer Meister.
2013 wechselte Huỳnh Quang Thanh zu Đồng Tâm Long An.
Im Februar 2017 sorgten Huỳnh und sein Teamkollege Nguyen Minh Nhut für Aufsehen, als sie sich im Spiel gegen Hồ Chí Minh City FC nach einer umstrittenen Elfmeterentscheidung regungslos weigerten, weiterzuspielen. Beide wurden daraufhin vom vietnamesischen Verband für zwei Jahre gesperrt; der Trainer und der Geschäftsführer des Vereins sogar für drei Jahre.

### Nationalmannschaft
Von 2006 bis 2012 spielte Huỳnh für die vietnamesische Nationalmannschaft, mit der er unter anderem an der Asienmeisterschaft 2007 teilnahm, bei der Vietnam als Co-Gastgeber fungierte. Er erreichte mit der Mannschaft das Viertelfinale, wo sie dem Irak mit 0:2 unterlagen. Ein Jahr später gewann Huỳnh mit Vietnam durch ein 3:2 im Finale gegen Thailand die Südostasienmeisterschaft 2008.

## Erfolge
- Vietnamesischer Meister: 2007, 2008
- Südostasienmeister: 2008